# Mufti von Ruanda

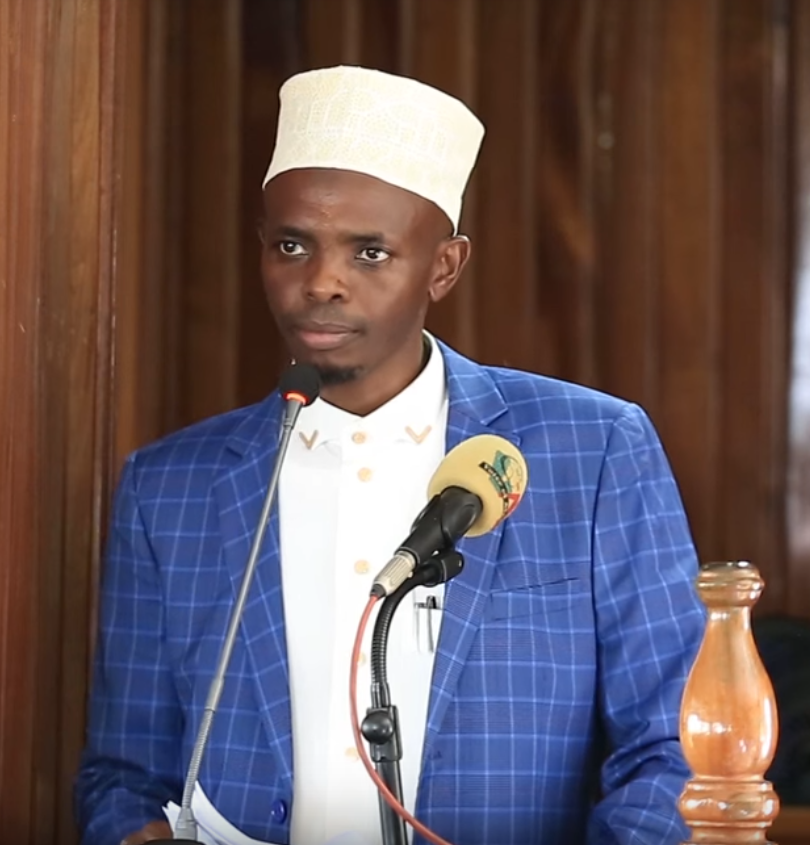
Musa Sindayigaya, seit 26. Mai 2024 Mufti von Ruanda

Der Mufti von Ruanda ist der oberste Rechtsgelehrte (Mufti) der islamischen Gemeinschaft Ruandas. Nach dem Zensus von 2022 sind zwei Prozent der Bevölkerung Ruandas Muslime.

## Liste der Muftis ab 2001
- Saleh Habimana (2001–2011)[3][4]
- Abdul Karim Gahutu (2011–2013)[5][6][3]
- Ibrahim Kayitare (2013–2016)[5]
- Salim Hitimana (2016–2024)[5][6]
- Musa Sindayigaya (ab 2024)[7][1]